# Тимонино (Калязинский район)
Тимонино — деревня в Калязинском районе Тверской области. Входит в состав Старобисловского сельского поселения.

## География
Находится в юго-восточной части Тверской области на расстоянии приблизительно 23 км на юг-юго-восток по прямой от районного центра города Калязин на левом берегу речки Сабля.

## История
Была отмечена на карте 1825 года. В 1859 году здесь (тогда деревня Калязинского уезда Тверской губернии) было учтено 15 дворов, в 1978 — 3.

## Население
Численность населения: 102 человека (1859 год), 5 (русские 100 %) в 2002 году, 6 в 2010.